# Степовое (Никопольский район)
Степовое (укр. Степове, до 2016 — Орджоникидзе, укр. Орджонікідзе) — село, Новософиевский сельский совет, Никопольский район, Днепропетровская область, Украина.
Код КОАТУУ — 1222984502. Население по переписи 2001 года составляло 65 человек.

## Географическое положение
Село Степовое находится на расстоянии в 1 км от села Новософиевка и в 2 км от села Хмельницкое.